# Ștubeiu
Ștubeiu – wieś w Rumunii, w okręgu Prahova, w gminie Teișani. W 2011 roku liczyła 511 mieszkańców.